# Ruud Gullit
Ruud Gullit (Amsterdam, 1. rujna 1962.) je bivši nizozemski nogometaš i trener. Bio je kapetan nizozemske reprezentacije koja je osvojila 1. mjesto na europskom prvenstvu 1988. godine. Proglašen je za najboljeg igrača Europe 1987. godine.

## Igračka karijera
Rođen je kao Ruud Dill (majčino prezime). Otac mu je porijeklom iz Surinama, a majka je Nizozemka. Kao dječak igrao je ulični nogomet, među ostalim i s budućim velikim nogometašima poput Franka Rijkaarda, Erwina Koemana, i Ronalda Koemana. Gullitov prvi profesionalni klub bio je HFC Haarlem. godine. Debitirao je već sa 16 godina, čime je postao najmlađi igrač koji je igrao u nizozemskoj prvoj ligi u to vrijeme i do tada. U 91. nastupu za klub postigao je 32 gola. Klub je u prvoj Gullitovoj sezoni, ispao iz lige, a u drugoj sezoni osigurao je povratak u prvu ligu, a Gullit je bio najbolji igrač druge nizozemske lige. U sezoni 1981./'82., Ruud Gullit igrao je odlično pa je HFC Haarlem bio 4. u prvoj ligi, što je najveći uspjeh u povijesti kluba. Tada je postigao svoj najbolji gol, kada je predriblao 4 braniča i vratara Utrechta.
Prešao je u Feyenoord 1982. godine, gdje je igrao s legendarnim Johanom Cruijffom. U 85 ligaških nastupa dao je 31 gol. U prvoj sezoni nije bilo trofeja, a sljedeće je Feyenoord osvojio prvenstvo i kup, a Gullit je proglašen najboljim igračem lige. 
Došao je PSV Eindhoven 1985. godine. U 68 ligaških nastupa postigao je 46 golova. Već u prvoj sezoni PSV je osvojio naslov, a Gullit je bio najbolji igrač prvenstva. Naslov su osvojili i sljedeće sezone. Gullit se razvio u prvoklasnog igrača. 
Prešao je Milan 1987. godine u tada rekordnom transferu za 6 milijuna funti. Te godine, Ruud Gullit proglašen je za Europskog igrača godine. Nagradu je posvetio Nelsonu Mandeli. To je bio hrabar potez, jer tada Mandela nije imao veliku podršku u javnosti. U momčadi Milana, bilo je mnogo zvijezda, nizozemski reprezentativci Marco van Basten i Frank Rijkaard te Talijani Franco Baresi i Paolo Maldini. Prve se sezone privikavao na novu sredinu, Milan je osvojio prvenstvo nakon 9 godina, a sljedeće sezone prvenstvo i Kup europskih prvaka. U drugoj utakmici polufinala pobijedili su Real Madrid 5:0. Gullit se ozlijedio, hitno je operiran, kako bi bio spreman za finale. U finalu protiv Steaue, Milan je pobijedio 4:0, a Gullit je zabio 2 gola.  Sljedeće godine opet su osvojili Kup europskih prvaka pobijedivši u finalu Benficu. Gullit se ozlijedio pa je vrlo malo igrao u sezoni 1989./'90. U sezoni 1990./'91., Milan je došao do polufinala Kupa europskih prvaka. Osvojio je naslov prvaka Italije u sezonama 1991./'92. i 1992./'93. Gullit je polako gubio mjesto u prvoj momčadi, zbog ograničenog broja stranaca. 
U ljeto 1995., prešao je u engleski klub Chelsea. U početku je bio branič bez zapaženijih rezultata. Kada je prebačen u vezni red, puno je bolje igrao pa je proglešen za drugog najboljeg igrača sezone poslije Erica Cantone. Razdoblje u engleskom klubu, sam Gullit je nazvao najsretnijim razdobljem u njegovoj karijeri. Igrao je u engleskoj ligi, kada je doživjela procvat dolaskom kvalitetnih stranih igrača poput Gullita, Gianfranca Zole, Dennisa Bergkampa i Jürgena Klinsmanna.

## Reprezentativna karijera
Za Nizozemsku nogometnu reprezentaciju igrao je od 1981. do 1994. godine. U 66 nastupa postigao je 17 golova. Debi je imao s 19 godina u utakmici protiv Švicarske. Nizozemska je doživjela niz razočaranja, jer se nisu plasirali na Svjetsko prvenstvo 1982. i 1986. te na Europsko prvenstvo 1984. Ali su briljirali na Europskom prvenstvu 1988., kada su osvojili naslov s Gullitom kao kapetanom reprezentacije i izbornikom Rinusom Michelsom.  U finalu protiv Svjetskog Saveza, Ruud Gullit i Marco van Basten postigli su golove za pobjedu 2-0. Sudjelovao je s reprezentacijom na Svjetskom prvenstvu 1990. i Europskom 1992. Nizozemska je bila favorit, no ispala je na oba prvenstva u drugom krugu od kasnijih svjetskih prvaka Nijemaca i europskih prvaka Danaca. Gullit je bio u sukobu s izbornikom Dickom Advocaatom 1993., jer ga je postavio na mjesto u veznom redu, gdje inače nije igrao. Napustio je reprezentaciju, no kasnije se vratio, ali je u pripremama za Svjetsko prvenstvo 1994. ponovno otišao i više nije igrao za reprezentaciju. 
Ruud Gullit je u karijeri igrao na raznim pozicijama u momčadi, bio je i branič i vezni igrač te napadač. Odgovarao mu je nizozemski totalni nogomet. Bio je atletski građen, snažan i brz, sjajan tehničar gracioznih pokreta.

## Trenerska karijera
Kada je u ljeto 1996., trener Chelseaja, Glenn Hoddle postao izbornik Engleske, Ruud Gullit je postao igrač-trener. U prvoj sezoni osvojio je FA kup, što je bio prvi trofej za Chelsea, nakon 26 godina. Prvi je ne-britanski trener, koji je osvojio taj engleski kup. U prvenstvu bio je 6., a sljedeće godine 2., uz četrtfinala dva kupa. Smijenjen je zbog neslaganja s upravom kluba. Postao je trener Newcastle Uniteda 1998. U prvoj sezoni došao je do finala FA kupa. U drugoj sezoni, dao je ostavku nakon par kola, zbog neslaganja s navijačima, koji su protestirali što je u drugi plan stavio klupske legende Alana Shearera i Roberta Leea. Bio je trener Feyenoorda u sezoni 2004./'05. bez posebnih uspjeha. Bio je trener američkog kluba Los Angeles Galaxy u sezoni 2007./08. Sam je otišao iz kluba, a kao razlog naveo je osobne razloge.
Bio je u braku tri puta, ima četiri kćeri i dva sina. U trećem braku je s Estelle Cruijff, nećakinjom Johana Cruijffa.
Snimio je dvije pjesme. Jedna je bila hit u Nizozemskoj, a na temu je borbe protiv apartheida. Podržavao je Nelsona Mandelu u vrijeme, kada su jako rijetki davali podršku. Kasnije se susreo s njim.
Bio je nogometni komentator za nekoliko televizija.